# Descriptio Moldaviae

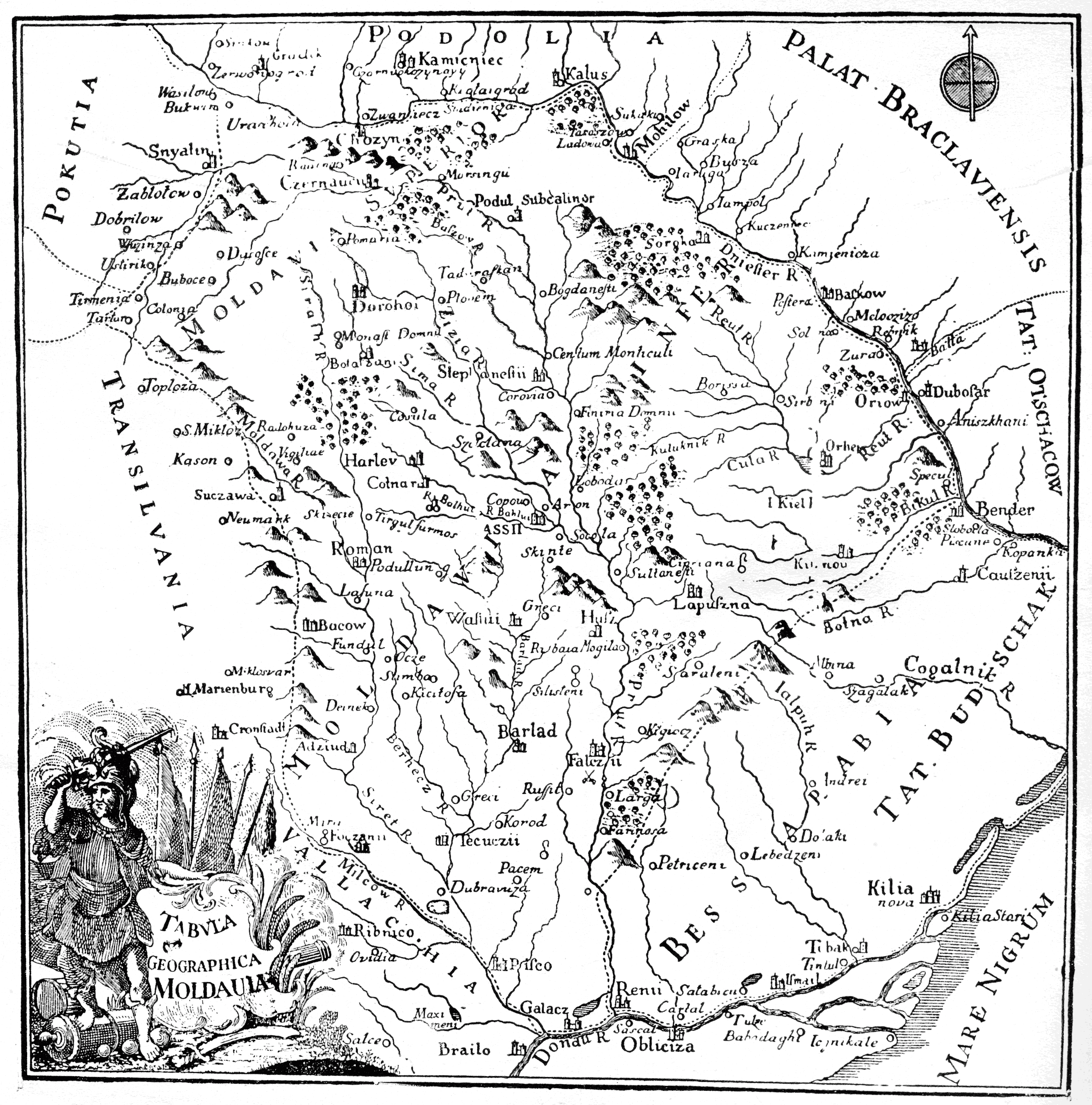
Mapa de Moldavia de Dimitrie Cantemir.

Descriptio Moldaviae o Descriptio antiqui et hodierni status Moldaviae es una de las obras más importantes del estadista y científico moldavo Demetrio Cantemir, escrita en latín -el idioma científico de la época- entre 1714 y 1716, en el periodo en que Cantemir vivió en el Imperio ruso. El libro, un documento de primera mano sobre la historia de los rumanos, fue escrito por Cantemir a petición de la Academia de Berlín. El documento fue traducido al alemán, ruso, griego y al rumano. El manuscrito de la obra se halla en el Instituto de Estudios Orientales de la Academia de Ciencias de Rusia.
La obra está considerada uno de los monumentos nacionales del pueblo moldavo. El libro cubre la historia, la vida y actividades, costumbres y religión de Moldavia del siglo XVII y principios del XVIII.

## Características y publicación

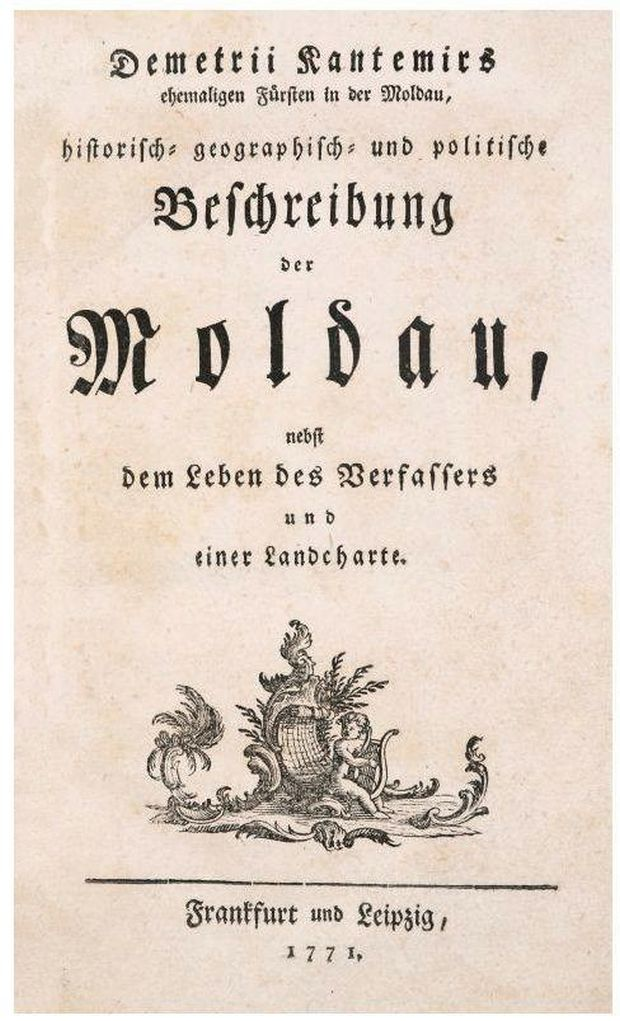
Portada de la edición de Frankfurt y Leipzig, 1771.

El libro tiene un carácter enciclopédico y contiene descripciones minuciosas y completas de la naturaleza geográfica, política, administrativa, organizativa, social, lingüística y etnográfica de Moldavia. 
La edición príncipe fue traducida al alemán (Frankfurt y Leipzig, 1771). El libro fue traducido del alemán al ruso por Vasili Levshin y publicada en Moscú en 1789 bajo el título: Dmitri Cantemir, antiguo príncipe en Moldavia, Descripción histórica, geográfica y política de Moldavia (Дмитрия Кантемира, бывшего князя в Молдавии, «Историческое, географическое и политическое описание Молдавии). La primera traducción al rumano fue hecha en 1806, por el ban Vasile Vârnav y fue publicada por primera vez en el monasterio de Neamţ, en 1825, bajo el título "Carta de Moldavia" (Scrisoarea Moldovei), reeditada en Iași en 1851 por Constantin Negruzzi. En 1872 se publicó en Bucarest el texto en latín. En 1909, se publicó una nueva edición en la biblioteca Socec, siguiendo la publicada en 1825.

## Contenido

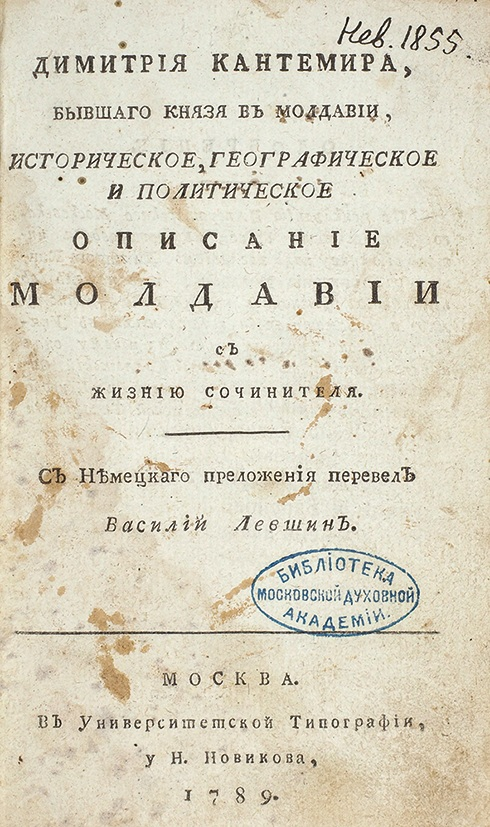
Edición rusa de 1789.

La Descriptio Moldaviae consta de tres partes:
- La primera parte está dedicada a la descripción geográfica de Moldavia, sus montañas, sus aguas y sus llanuras. Dimitrie Cantemir desarrolló el primer mapa conocido de Moldavia. Presentó la flora y la fauna, las ferias y las capitales del país a lo largo del tiempo.
- La segunda parte del trabajo muestra la organización política y administrativa del país. Se hicieron referencias detalladas a la forma del estado, la elección o remoción de los caballeros, a las costumbres ocasionadas por la entronización de los caballeros o su unción, compromiso, bodas y funerales.
- En la última parte del trabajo, titulada Sobre la Iglesia y la Enseñanza en Moldavia, hay información sobre el lenguaje de los moldavos, sobre las palabras utilizadas, que en un principio eran latinas, "siguiendo el ejemplo de todos los demás pueblos cuyo habla proviene de los romanos[3]".

La obra no es solamente de interés por la descripción geográfica y política bien documentada, sino también por las observaciones etnográficas y folclóricas. Dimitrie Cantemir fue el primer erudito rumano en incluir la etnografía y el folclore en su investigación.
Para los historiadores, la Descriptio Moldaviae es la más preciosa de las obras de Dimitrie Cantemir, pues es la única descripción de la sociedad moldava y el estado feudal realizada por un rumano.
La primera parte contiene la descripción de la división de Moldavia en tierras, con valiosos detalles administrativos y económicos, así como la descripción de montañas, aguas, llanuras y bosques, por lo que trata de la geografía física y económica. Una nota distintiva de Cantemir es la visión poética de la antigua Moldavia: 

No hay lugar en ningún otro país que no sea Moldavia con tantas aguas y la naturaleza adornada con lugares tan maravillosos como aquí [...] Las aguas hierven de pescado, que los soldados pescan con sus lanzas, llevándolos vivos a la mesa real. En Ineu, las ovejas pastan una hierba turbia, grasa como la mantequilla. El suelo muerde con la ebullición de los minerales [...] El oro fluye por los ríos, el hierro se coagula en grandes trozos en la superficie de la tierra... (Capítulo IV, "Sobre las tierras y ferias actuales en Moldova")

La tierra de Iași (en latín, Iassiens). Aquí está la ciudad de Iași (Iassi) cerca del río Bahlui, cuatro millas por encima de su desembocadura en el Prut. Aquí está la capital del país que Stefan Voevod trasladó desde Suceava, para poder defender mejor el país de su medio contra la invasión de los turcos y tártaros. Antes era una aldea mediocre, en la que sólo se habían asentado tres o cuatro campesinos, también tenía un molino con un viejo molinero llamado Ion, por quien se llamó Iassi como un diminutivo. El nombre de este hombre quiso el domn mantenerlo en la ciudad que hizo, en la que primero construyó una iglesia que hoy es catedral, dedicada a San Nicolás y luego otros palacios para él y sus boyardos..."

En la segunda parte, política, los primeros capítulos tratan del gobierno. En estos primeros capítulos resulta valiosa la información sobre las ceremonias de la entronización, la destitución del poder, la confirmación de los señores, así como la reproducción de textos de actos oficiales que no se conocen de otras fuentes. El capítulo VI, Los boyardos de Moldavia y sus estados, es decir, sobre los gobernadores, es de gran valor para definir sus cargos y derechos (atribuciones) en la época del autor, pero Cantemir cree que todos los cargos fueron establecidos por "Alejandro I, llamado el Bueno". En realidad, no fue Alejandro el Bueno quien instaló los dregători en Moldavia, pues ya existían antes que este monarca.
El capítulo VII, "Sobre el ejército de Moldavia", describe el ejército que vio Cantemir, con ocasión de la guerra junto a los rusos en 1711. El capítulo XI, "Sobre las leyes del país de Moldavia" y el XII "Sobre la corte del señor y los boyardos" describe la antigua estructura interna de la Moldavia feudal. Dimitrie Cantemir, como juez, juzgaba y conocía bien el procedimiento judicial de su época.
El capítulo XIII, "Sobre los ingresos antiguos y actuales de Moldavia" refleja las circunstancias en las que los ingresos del estado comienzan a diferir de los del señor (tesorería y despensa).
El capítulo XV, "Sobre la nobleza moldava" suscitó muchas discusiones en la historiografía rumana. La teoría de Cantemir sobre el origen de la clase boyarda moldava en el grupo de líderes militares de Dragoș, el descălecat -"fundador"- de Moldavia, que él y los siguientes señores supuestamente poseían en las aldeas de Moldavia, devastadas por las invasiones tártaras, no es exacta. El país nunca estuvo desierto, casi todo el territorio estuvo habitado. Para algunas regiones (Vrancea, las ciudades de Baia, Siret, etc.), existen certificaciones documentales anteriores a la llegada de Dragoș desde Maramureș.
La tercera parte, sobre literatura e iglesia, lengua y escuelas, contiene interesantes datos sobre la antigua organización de la iglesia y sobre la "enseñanza" en la época de Cantemir.
Algunas de las afirmaciones expresadas en la obra por Cantemir fueron corregidas por él mismo en su siguiente obra Crónica de la antigüedad de los rumano-moldo-válacos.